# Sinningia insularis
Sinningia insularis är en tvåhjärtbladig växtart som först beskrevs av Frederico Carlos Hoehne, och fick sitt nu gällande namn av Chautems. Sinningia insularis ingår i släktet Sinningia och familjen Gesneriaceae. Inga underarter finns listade i Catalogue of Life.